# Free Collars Kingdom
Free Collars Kingdom (フリーカラーズキングダム?, Furī Karāzu Kingudamu) è un manga di Takuya Fujima, pubblicato dalla Kōdansha in tre tankōbon e poi dalla Ichijinsha in due nel 2003. In Italia, è stato pubblicato dalla Star Comics nel 2006. Protagonisti del manga sono i gatti, che possiedono una forma antropomorfa celata agli umani; inoltre, ognuno di loro ha una tecnica particolare che usa in battaglia.

## Trama
Sian è un gatto che vive nel quartiere di Tokyo Ikebukuro est, nel condominio Nyan Nyan's Mansion (Nyan-Man), insieme al suo padroncino Kokoro e ai suoi genitori umani; quando però il ragazzo deve andare in ospedale, Sian viene abbandonato in cantina. Qui scopre che il seminterrato è in realtà la base dei Free Collars, un gruppo di gatti randagi che, dopo essere stati abbandonati, hanno deciso volontariamente di vivere senza gli umani. Sian decide di unirsi a loro nella lotta per il territorio contro Siam, una gatta che, dopo aver conquistato Ikebukuro ovest, vuole ora espandersi ad est, conquistando il Nyan-Man, base del leggendario gatto Wild Cat e luogo nel quale sembra sia nascosto il Wild Collar, un collare in grado di sottomettere i propri seguaci.

## Personaggi

### Free Collars
Sian (シアン?, Shian)
Il protagonista, è un gatto di razza abissina. Viveva nel Nyan-Man con il suo padroncino Kokoro, ma poi la madre del ragazzo l'ha abbandonato in cantina perché, vedendolo, le ricordava troppo il figlio, ricoverato in ospedale. Sian continua, comunque, a credere che Kokoro tornerà a prenderlo e, in generale, nella bontà degli uomini. Nel frattempo, si unisce ai Free Collars per combattere contro l'esercito Siam nella lotta per il territorio. S'innamora di Scotty e il suo desiderio è diventare come Wild Cat. Alla fine del manga, quando Kokoro torna a riprenderlo, decide di restare con i Free Collars. La sua tecnica segreta, realizzata con il sonaglio Round Ball lasciatogli da Kokoro, è la cometa di sonagli, fulmini e proiettili.
Scotty (スコッティ?, Sukotti)
Una gatta di razza Scottish Fold, è dolce e raffinata ed è nata in Scozia. Combatte insieme ai Free Collars pur essendo una gatta domestica, che vive con il suo padrone fumettista nel Nyan-Man, ed esce di nascosto quando il suo padrone non è in casa. Si è unita ai Free Collars dopo che Amesho l'ha salvata da Klein perché vuole difendere il Nyan-Man e il suo padrone. Indossa sempre nuovi vestiti comprati dal suo padrone e, se si agita, le si rizzano le orecchie. Comincia a lavorare part-time in un negozio per raccogliere fondi per il Nyan-Man. È convinta che prima o poi gatti e umani riusciranno a comprendersi. In battaglia usa la tecnica segreta Misty Feather.
Amesho
Un gatto anziano di razza American Shorthair, è il leader dei Free Collars. Definito un maniaco dagli altri membri, è un cosplayer di videogiochi. Ha perso l'occhio destro in gioventù a causa degli umani, lo stesso giorno in cui è stato ucciso il fratello di Siam. In battaglia usa la tecnica segreta Engoku Rekkazan.
Char (チャー?, Chā)
Una gatta di 16 anni di razza Chartreux, suona e canta in una band. Prima di diventare una Free Collar, abitava con altri gatti a Nekofukulow, un locale nel quale gli umani andavano per incontrare gatti di razza, ma poi è scappata perché si sentiva una bambola. Comincia a lavorare part-time in un negozio per raccogliere fondi per il Nyan-Man. All'inizio non è d'accordo sull'intrattenere rapporti con gli umani come fa Scotty. In battaglia usa la tecnica segreta Love Strike.
Coon (クーン?, Kūn)
Un gatto di 17 anni di razza Maine Coon, ama fare il bucato. La sua arma è un'ancora e in battaglia usa la tecnica segreta Anchor Break.
Rat (ラット?, Ratto)
Un gatto di 12 anni di razza Korat, ha un carattere chiuso e parla poco. La mente tattica dei Free Collars, è appassionato di meccanica. La sua arma è un arco e in battaglia usa la tecnica segreta Shooting Twin Arrow.

### Esercito Siam
Siam (シャム?, Shamu)
Il comandante dell'esercito Siam, è una gatta di razza siamese. Domina Ikebukuro ovest, ma vuole conquistare anche l'est non solo per avere il Wild Collar di Wild Cat, ma anche perché nel quartiere sono presenti i migliori negozi di anime, manga e fanzine, dei quali è una fan. Ha il vizio di leccarsi la zampa e chiama Sian "Pussy". Comincia a lavorare part-time in un negozio per raccogliere fondi per il suo esercito. Il suo obiettivo è dominare i gatti ed eliminare gli uomini, che odia. Un tempo era anche lei una Free Collar insieme ad Amesho e altri quattro gatti, ma poi li ha lasciati perché il suo fratellino Plum, anche lui un Free Collar, nel tentativo di scappare da alcuni umani che lo volevano vendere è stato schiacciato da una macchina. Durante la battaglia finale, decide di abbandonare il suo desiderio di vendetta perché le tornano in mente i bei momenti passati con gli umani, e se ne va con il suo esercito. In battaglia usa la tecnica segreta Rose Heart Square.
Ako (アコ?, Ako) & Iko (イコ?, Iko)
Le dame di compagnia e guardie del corpo di Siam, sono due gatte gemelle di razza Manx. Iko porta gli occhiali; i loro nomi sono stati scelti da Siam. Sono molto agili perché, come tipico della loro razza, le zampe posteriori sono molto lunghe. Non hanno mai detto a Siam di non avere la coda, usandone invece una falsa di peluche, perché temevano di non essere accettate, ma poi, spinte da Char e Sian, confessano il loro segreto alla regina. Il loro desiderio più grande è stare vicino a Siam. In battaglia usano la tecnica segreta Stardust Hurricane, realizzata in coppia.
Klein (クライン?, Kurain)
Il capitano di alcune migliaia di maschi nell'esercito Siam, pensa che gli uomini possano essere solo suoi schiavi. Molto abile in combattimento, odia i maschi. In battaglia usa la tecnica segreta Galactic Typhoon.
Mauritz (マウリッツ?, Maurittsu)
Il vice capitano delle truppe dell'esercito Siam, ha paura dei pesci. Nella battaglia finale viene sconfitta da Rat e non riesce a partire con Siam e il resto dell'esercito. Resta quindi tra i Free Collars per qualche tempo come cameriera, ma alla prima occasione scappa per raggiungere la sua signora. In battaglia usa la tecnica segreta Bloody Storm.
Zaffiro
La messaggera di Siam, in battaglia usa la tecnica segreta Hornet Stinger.
Charmy (チャーミー?, Chāmī)
La killer dell'esercito Siam, si occupa di eliminare i gatti fannulloni; odia gli umani perché abbandonano i gatti. Tra le sue armi figurano una scopa e un set di coltelli da cucina; in battaglia usa la tecnica segreta Sweeping Slayer.
Ein (エイン?, Ein)
La direttrice del comitato per le feste dell'esercito Siam, il suo potere è l'ipnosi. In battaglia usa la tecnica segreta Trance Wave.

### Altri personaggi
Wild Cat (ワイルドキャット?, Wairudo Kyatto)
Un gatto fortissimo che un tempo comandava su tutta Ikebukuro, la sua base era il Nyan-Man. Si dice abbia nascosto nel condominio il Wild Collar, un collare che permette di controllare i propri seguaci.
Salia (サリア?, Saria)
È una gatta che abita a Nekofukulow ed ex amica di Char.
Minky (ミンキー?, Minkī)
Una gattina di 6 anni di razza Tonchinese, è molto precoce perché guarda le soap-opera in tv con la sua padrona. Ha un pupazzo a forma di topo, Churakichi, che ama sgranocchiare e che può diventare enorme. Dopo aver incontrato Scotty dal veterinario, si trasferisce al Nyan-Man. Chiama Scotty "Tata" e Sian "Tato". Difende il Nyan-Man con i Free Collars perché ci abita Scotty.
Kokoro
Il padroncino di Sian, parte per l'ospedale all'inizio del manga. Quando torna, decide di andare a stare in campagna.

## Manga
| Nº | Titolo italiano Giapponese 「Kanji」 - Rōmaji | Data di prima pubblicazione          | Data di prima pubblicazione |
| Nº | Titolo italiano Giapponese 「Kanji」 - Rōmaji | Giapponese                           | Italiano                    |
| 1  | Free Collars Kingdom 1 「フリーカラーズキングダム 1」 - Furī Karāzu Kingudamu 1 | 21 febbraio 2003 ISBN 4-06-349119-6  | 13 febbraio 2006            |
| 1  | Capitoli - Il segno della libertà - Scotty e il vecchio - Nyan-Man Love - Quando tende l'orecchio... - Il live della vigilia - Extra - Quattro vignette d'amore dei Free Collars                                                                        |                                      |                             |
| 2  | Free Collars Kingdom 2 「フリーカラーズキングダム 2」 - Furī Karāzu Kingudamu 2 | 22 settembre 2003 ISBN 4-06-349147-1 | 13 marzo 2006               |
| 2  | Capitoli - Il libro bianco su Scotty - Inseguimento a Ikebukuro est - Boogie-woogie Siam - La gentilezza degli uomini - Gira, gira, il destino gira - Free Collars speciale 2: Vacanze meravigliose - Per chi ti fai vaccinare? - Il collare dell'amore |                                      |                             |
| 3  | Free Collars Kingdom 3 「フリーカラーズキングダム 3」 - Furī Karāzu Kingudamu 3 | 23 marzo 2004 ISBN 4-06-349171-4     | 13 aprile 2006              |
| 3  | Capitoli - La furia di Sian - L'abitudine - Dove ci si sente più a proprio agio - Siam's collar - Il ritorno della regina - Il luogo sacro dei gatti randagi                                                                                            |                                      |                             |